# Northome
Northome és una població dels Estats Units a l'estat de Minnesota. Segons el cens del 2000 tenia 230 habitants.

## Demografia
Segons el cens del 2000, Northome tenia 230 habitants, 87 habitatges, i 46 famílies. La densitat de població era de 58,4 habitants per km².
Dels 87 habitatges en un 26,4% hi vivien nens de menys de 18 anys, en un 48,3% hi vivien parelles casades, en un 2,3% dones solteres, i en un 47,1% no eren unitats familiars. En el 42,5% dels habitatges hi vivien persones soles el 32,2% de les quals corresponia a persones de 65 anys o més que vivien soles. El nombre mitjà de persones vivint en cada habitatge era de 2,21 i el nombre mitjà de persones que vivien en cada família era de 3,07.
Per edats la població es repartia de la següent manera: un 22,6% tenia menys de 18 anys, un 3,9% entre 18 i 24, un 19,6% entre 25 i 44, un 23,5% de 45 a 60 i un 30,4% 65 anys o més.
L'edat mediana era de 48 anys. Per cada 100 dones de 18 o més anys hi havia 61,8 homes.
La renda mediana per habitatge era de 25.417 $ i la renda mediana per família de 36.250 $. Els homes tenien una renda mediana de 30.556 $ mentre que les dones 20.375 $. La renda per capita de la població era de 14.758 $. Entorn del 13% de les famílies i el 24,2% de la població estaven per davall del llindar de pobresa.

## Poblacions més properes
El següent diagrama mostra les poblacions més properes.